# Хохряков, Семён Васильевич
Семён Васи́льевич Хохряко́в (31 декабря 1915, пос. Коельский, ныне село Коелга в Еткульском районе, Челябинская область — 17 апреля 1945) — дважды Герой Советского Союза (1944, 1945), гвардии майор (1942). Один из самых результативных танкистов Великой Отечественной войны.

## Детство, молодость, довоенная служба
Семён Хохряков родился в семье казака. Его отец погиб на Гражданской войне, в рядах Красной Армии. Мать умерла в 1928 году, Семён и две его сестры остались на попечении деда. Осенью того же года Семён вступил в коммуну «Обновлённая земля» в Коелге. В 1931 году был направлен коммуной на подготовительные курсы школ ФЗУ. В 1932—1934 годах учился в Копейском горно-промышленном училище треста «Челябуголь», где приобрёл специальность электрослесаря. С марта 1934 года работал электриком на шахте «Северный рудник» (№ 12-16) в Копейске. Воспитывал младшую из сестёр, взяв её из детдома, где сёстры находились после смерти деда.
В августе 1937 года был призван в ряды Красной армии. Служил в частях Киевского военного округа. С мая 1938 года — заместитель политрука 60-го отдельного разведывательного батальона (Киев). Окончил курсы при Военно-политическом училище имени В. И. Ленина (Москва) в 1939 году. В марте 1939 года принят в члены ВКП(б). С мая 1939 года — заместитель командира эскадрона по политической части в дивизии, дислоцированной на территории Монголии. Участник боёв с японскими захватчиками на реке Халхин-Гол в 1939 году. За отличия в боях награждён советской медалью и монгольским орденом. Служил в Монголии до сентября 1940 года, когда его вновь направили на учёбу. Окончил полковую школу в танковой части. В мае 1941 года окончил военно-политическое училище имени М. В. Фрунзе в Горьком. Назначен заместителем командира танкового батальона 109-го танкового полка 55-й танковой дивизии в Харьковском военном округе (Чугуев).

## Великая Отечественная война
В июне 1941 года дивизия была переброшена на Западный фронт и вступила в бой 4 июля на Бобруйском направлении, затем отличился в Смоленском сражении. С августа 1941 года — заместитель командира 117-го отдельного танкового батальона по политчасти в 4-й ударной армии на Западном и Калининском фронтах. В составе этого батальона участвовал в битве за Москву. В мае 1942 года под городом Велиж был тяжело ранен.
Был переведён с политработы на строевую должность, с марта по август 1943 года воевал в отдельном танковом батальоне заместителем командира танковой роты по строевой части, командиром танковой роты, заместителем командира танкового батальона. Окончил курсы усовершенствования комсостава при Высшей офицерской бронетанковой школе РККА имени В. М. Молотова в декабре 1943 года. С января 1944 года — командир 209-го танкового батальона 54-й гвардейской танковой бригады 7-го гвардейского танкового корпуса 3-й гвардейской танковой армии генерала П. С. Рыбалко.
Танковый батальон С. В. Хохрякова освобождал города Староконстантинов и Проскуров в 1944 году, Ченстохова и Бунцлау (Болеславец) в 1945 году. Под Староконстантиновом батальон Хохрякова, в котором оставалось 4 танка, участвовал в бою с 25-ю танками противника, из которых экипаж Хохрякова уничтожил 3 танка.
В составе армии под Проскуровом батальон Хохрякова, состоявший из 7 танков с данной ему ротой автоматчиков, в бою против около 40 танков и батальона пехоты уничтожил 10 танков, 22 САУ и более 300 солдат и офицеров. В том числе сам Хохряков уничтожил 4 танка и 6 САУ. За умелое командование батальоном в боях за город Проскуров и личный героизм удостоен звания Героя Советского Союза.
Второй «Золотой Звездой» Героя Советского Союза удостоен за выдающиеся действия в Висло-Одерской операции. Только в начале операции, с 12 по 18 января 1945 года батальон Хохрякова прошёл с боями свыше 200 километров, причём в головном отряде танковой бригады. Вечером 16 января его батальон совместно с моторизованным батальоном ворвался в Ченстохову, и в середине следующих суток полностью освободил город. При освобождении Ченстоховы уничтожено около 1200 немецких солдат, 8 танков, 10 бронемашин, 25 артиллерийских орудий, 53 миномёта, свыше 170 автомашин, свыше 200 конных повозок. При этом в батальоне погибли только 10 и ранено 21 танкист, подбито 5 танков. «Особенно блистательная военная операция была проведена комбатом Хохряковым С. В. под городом Ченстоховом, когда его батальон, пройдя с боями более 200 километров и освободив этот польский город от фашистов, открыл путь основным силам Советской Армии на территорию гитлеровской Германии». За подвиги, совершённые при форсировании рек Нида, Пилица, Варта и в боях за город Ченстохова, награждён второй медалью «Золотая Звезда».
Был четырежды ранен.
Отличился умелым командованием батальоном и личным героизмом при переправе через Одер, а затем при форсировании Нейсе 16 апреля 1945 года во время Котбус-Потсдамской операции, обеспечив успешную переправу корпуса. Согласно наградному листу за подписью генерал-полковника П. С. Рыбалко, в этом бою экипаж Хохрякова уничтожил четыре танка, два самоходных орудия и до ста солдат противника.
Погиб 17 апреля 1945 года в бою на территории Германии у села Гари (ныне в составе коммуны Визенгрунд) близ Котбуса. Посмертно был представлен к награждению третьей «Золотой Звездой» Героя Советского Союза «за проявленные мужество и беспримерный героизм в сложных условиях боя с превосходящими силами противника, обеспечившего разгром крупной танковой группировки», но представление не было реализовано.

Похоронен в Василькове, Киевская область.

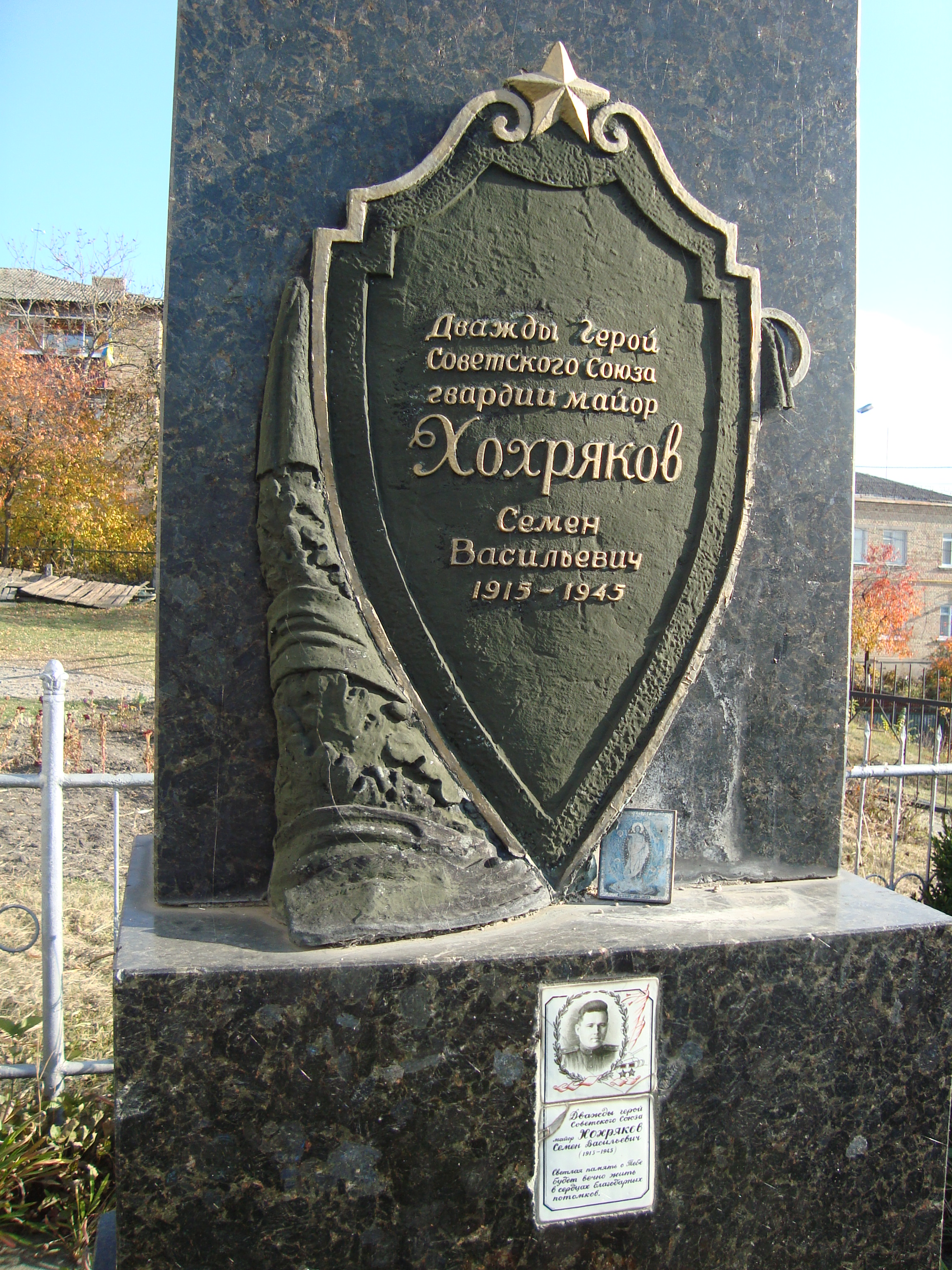
Могила Семёна Хохрякова

## Воинские звания
- младший политрук (май 1939)
- политрук (сентябрь 1941)
- старший политрук (1-я пол. 1942)
- майор (декабрь 1942)

## Награды
- Медаль «Золотая Звезда» Героя Советского Союза (24 мая 1944);
- медаль «Золотая Звезда» дважды Героя Советского Союза (10 апреля 1945);
- орден Ленина (24 мая 1944);
- медаль «За отвагу» (17 ноября 1939[9]);
- орден Полярной Звезды (Монгольская Народная Республика, 1939).

## Память

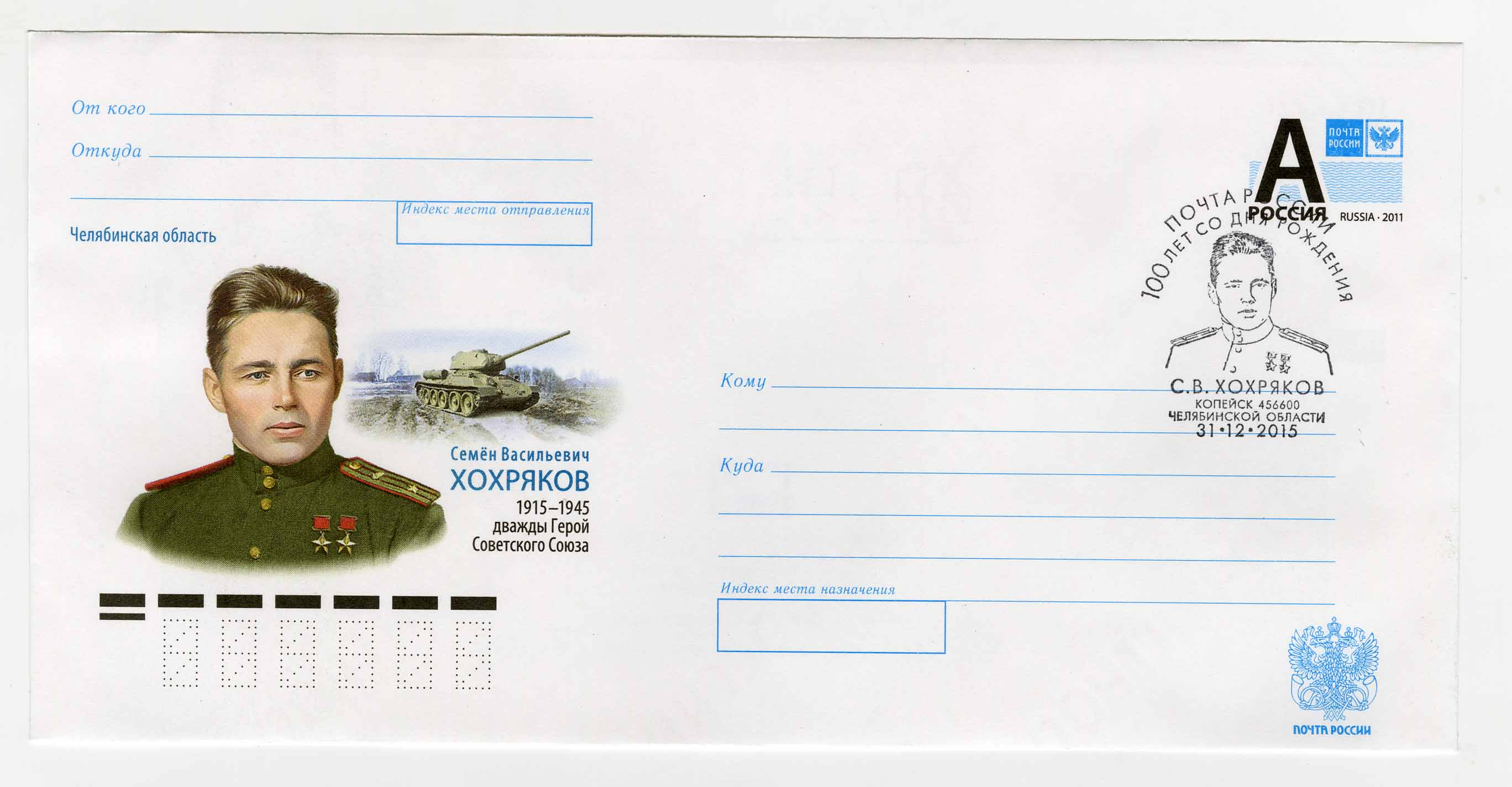
Почтовый конверт России

- Бронзовый бюст установлен в родном селе Коелга Еткульского района Челябинской области.
- Памятники Хохрякову также установлены в Копейске и Ченстохова (снесён).
- В городе Копейск ежегодно проводится турнир по боксу памяти С. В. Хохрякова. Копейская секция бокса школы олимпийского резерва дала ряд чемпионов России, СССР, Европы, мира — членов олимпийских сборных СССР и России.
- Ведётся работа по поиску документов, подтверждающих присвоение С. В. Хохрякову звания трижды Героя Советского Союза. Ходатайства о награждении, поданные в Управление Президента РФ по государственным наградам, в настоящее время находятся на рассмотрении в Министерстве обороны РФ[10].
- В Каменце (Брестская область, Белоруссия) есть улица имени однофамильца Ф. П. Хохрякова, погибшего при его освобождении.
- В Челябинске в Тракторозаводском районе одна из улиц носит имя Хохрякова, на одном из домов этой улицы установлена памятная доска в его честь.
- В городе Копейск (Челябинская область) есть улица Хохрякова, там же установлен памятник ему, а также имя Семёна Васильевича Хохрякова присвоено Копейскому политехническому колледжу.
- В Перми одна из улиц в центре города носит имя однофамильца, П. Д. Хохрякова[11].
- В городе Ченстохова в 1970—1990 годах была улица Хохрякова (ul. Chochriakowa), которая ныне переименована в улицу Курпиньского (ul. Kurpińskiego).
- В Тюмени улица в историческом центре носит имя Хохрякова.
- Выпущен конверт и состоялось спецгашение к 100-летию со дня рождения Хохрякова.
- Фирмой EК Castings выпущен набор «Непобедимые» из 16 «солдатиков»-уральцев, один из которых Семён Хохряков.
- Почётный гражданин города Васильков (1966, посмертно).
- В октябре 2019 года имя майора Семёна Хохрякова навечно внесено в списки 239-го гвардейского танкового полка и зачитывается каждый вечер во время воинского ритуала вечерней поверки. В расположении полка в память о Хохрякове открыта мемориальная комната. Памятное помещение, оформленное в стилистике военного времени, размещено в казарме танкового батальона. В комнате находится кровать героя-фронтовика, портрет и его бюст на отдельном постаменте. Стены украшены стендами с описанием боевого пути легендарного комбата-танкиста и его подвигов[12].
- В феврале 2021 года имя Семёна Хохрякова присвоено Военному учебному центру при Южно-Уральском государственном университете[13].

## Комментарии
1. ↑  В других публикациях и в документах, опубликованных в ОБД «Память народа», сообщается о призыве С. В. Хохрякова в РККА в сентябре — октябре 1937 года[2][3].